# Synagoge (Pyšely)
Koordinaten: 49° 52′ 43,2″ N, 14° 40′ 39,6″ O

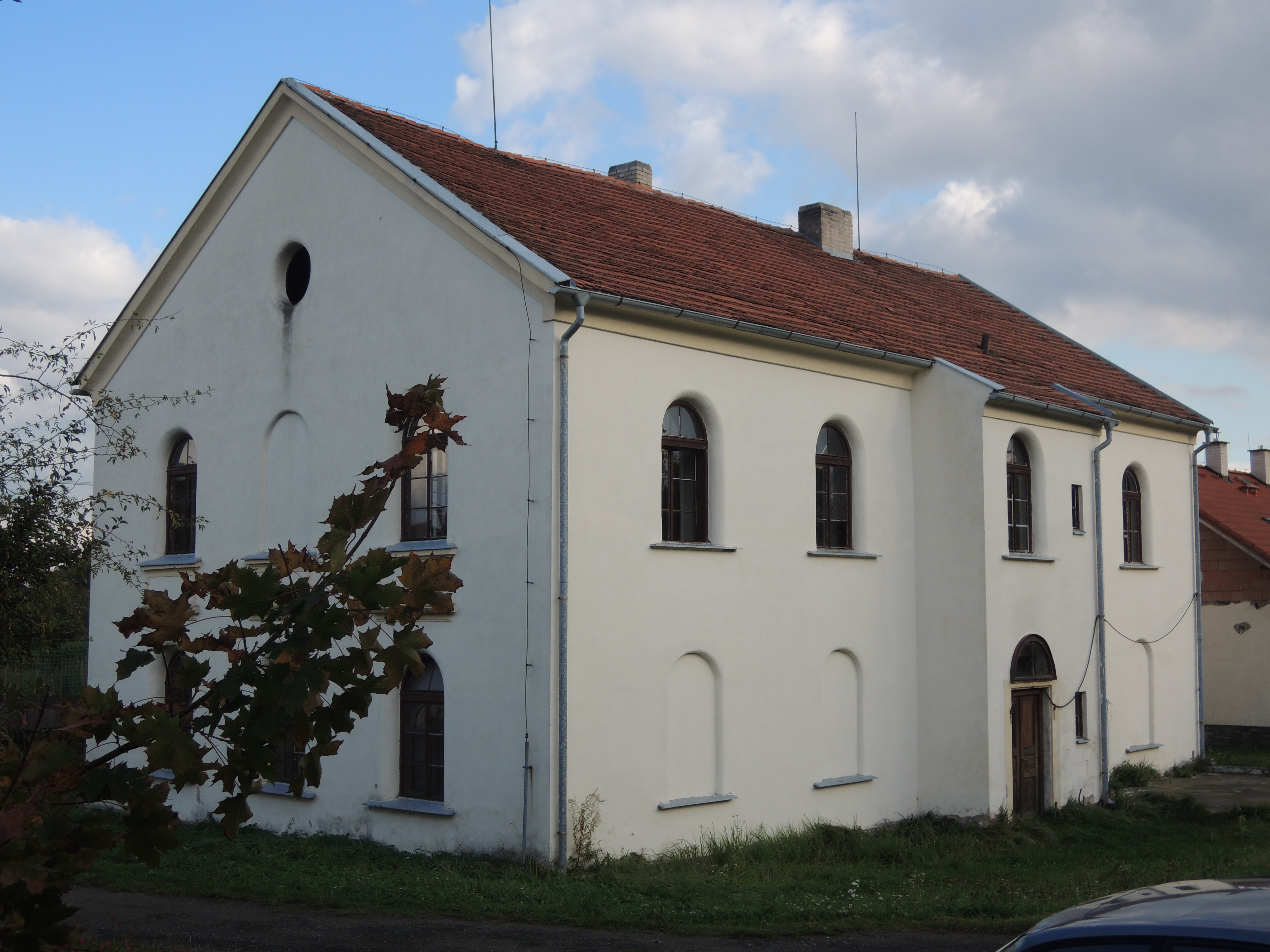
Synagoge in Pyšely

Die Synagoge in Pyšely (deutsch Pischel),  einer tschechischen Stadt im Okres Benešov in der Mittelböhmischen Region, wurde im 19. Jahrhundert errichtet. Die profanierte Synagoge ist seit 1988 ein geschütztes Kulturdenkmal.